# H.C.F.W. Cederfeld de Simonsen
Hans Christian Frederik Wilhelm Cederfeld de Simonsen (6. september 1866 i Nyborg – 2. januar 1938 på Risinge) var en dansk godsejer, far til Christian Cederfeld de Simonsen.
Han var søn af stiftamtmand og politiker Christian Cederfeld de Simonsen og hustru, blev fuldmægtig ved Sjællands Stiftamt og overtog 1899 stamhuset Erholm med Erholm og Søndergårde, som blev afløst 1927. Han blev 1901 hofjægermester, 27. august 1915 Ridder af Dannebrog, 1919 kammerherre og 28. november 1922 Dannebrogsmand.
Cederfeld de Simonsen var 1904-11 formand for Aarup og Omegns Landboforening, 1911-23 for De samvirkende fynske Landboforeninger, 1911-16 amtsrådsmedlem og 1913-21 sognerådsmedlem. Han var medlem af repræsentantskabet for Nationalbanken, formand for Den stående Voldgiftsdomstol for Handelen med Husdyr i Odense Amt, for Rørup Menighedsråd og for Aarup Ungdomshjem, medlem af bestyrelserne for Greve Karl Wedells Familiestiftelse, for Det Kongelige Danske Landhusholdningsselskab, for Kysthospitalet på Refsnæs og for Landbrugsmuseet i Lyngby, Landboforeningernes repræsentant i bestyrelsen for Fællesudvalget for Fjerkræavl, repræsentant i De almindelige Forsikringer for Landbygninger og for Det gensidige fyenske Brandassuranceselskab.
26. juli 1892 ægtede han i Gamtofte Kirke Benny Caroline Andrea Sophie Treschow (2. september 1865 på Brahesborg - 16. januar 1952 i København), datter af Carl Treschow og hustru. 